# Bombus opifex
Bombus opifex är en biart som beskrevs av Smith 1879. Bombus opifex ingår i släktet humlor, och familjen långtungebin. Inga underarter finns listade.

## Beskrivning
Honorna har mörkhårigt huvud, hanarna en blandning av svarta och vita hår. Mellankroppen har ovansidan och sidorna gula, med ett svart band mellan vingarna. Bandet är brett hos honorna, smalare hos hanen. De tre främre tergiterna är gula, övriga tergiter rödbruna. Undersidan är övervägande svart. Vingarna är ljusbruna. Drottningen är omkring 24 mm lång, arbetarna omkring 16 mm, och hanarna omkring 15 mm.

## Ekologi
Arten är vanlig inom sitt utbredningsområde, och förekommer från havsytans nivå till 4 000 meters höjd. Arten är polylektisk, den flyger till blommande växter från många olika familjer. Vanliga sådana är korgblommiga växter, verbenaväxter, ärtväxter, kransblommiga växter och pockenholtsväxter.

## Utbredning
Utbredningsområdet omfattar Argentina (provinserna Catamarca, Córdoba, Formosa, Jujuy, La Rioja, Mendoza, Misiones, Salta, San Juan, San Luis, Santiago del Estero och Tucumán), Bolivia (departementen Cochabamba och La Paz), Ecuador (provinsen Tungurahua), Paraguay samt Peru (regionerna Arequipa och Puno).

## Bevarandestatus
Utbredningsområdet är stort, och Bombus opifex är en vanlig art. Internationella naturvårdsunionen (IUCN) klassificerar den därför som livskraftig (LC). Som tänkbara hot anges ändå intensifierat jordbruk som kan leda till habitatförlust genom skogsavverkning. Jordbrukets monokulturer kan även leda till att arten får svårt att hitta lämpliga värdväxter.